# Parnian Parvanta
Parnian Parvanta (persisch پرنیان پرونتا; geboren 1982 in Kabul) ist eine Gynäkologin. Sie ist seit 2023 die Vorstandsvorsitzende von Ärzte ohne Grenzen Deutschland.

## Biografie

### Werdegang
1990 floh sie mit der Familie nach Deutschland. Sie verbrachte ihre Jugend in Kaiserslautern. Auf Grund des Asylverfahrens war ihr Aufenthaltsstatus in Deutschland bis kurz vor ihrem Schulabschluss nicht gesichert.
Nach einem Medizinstudium an der RWTH Aachen absolvierte sie ihre Facharztausbildung im St. Marien-Hospital Düren, am Universitätsklinikum Erlangen und an der Universitätsmedizin der Johannes Gutenberg-Universität Mainz. Ihre Dissertation zum Thema „STAT 3 Aktivierung in humanen endometrialen Primärzellkulturen durch LIF und IL-11“ legte sie im Jahr 2010 vor. Bis Ende 2022 arbeitete sie als Oberärztin an der Universitätsklinik Mainz. Aktuell arbeitet sie neben ihrer Vorstandstätigkeit in der Praxis für Pränatalmedizin in Mainz.

### Engagement
Bereits als Studentin setzte sie sich mit Themen rund um Medizin und Menschenrechte auseinander, unter anderem auch mit dem weltweiten Zugang zu HIV-Medikamenten. Dabei beschäftigte sie sich auch verstärkt mit der Arbeit von Ärzte ohne Grenzen. Im Jahr 2011 begann ihre Tätigkeit für die Organisation mit einem neunmonatigen Einsatz in der Zentralafrikanischen Republik. Zwei Jahre später führte sie ein einjähriger Einsatz als Ärztin nach Indien. Während des Trainings in Nepal nahm sie an einem Treffen der South Asian Regional Association von Ärzte ohne Grenzen teil. Thema war ein möglicher Rückzug aus Myanmar, da damals der Zugang zu den Rohingya unterbunden wurde. Für sie vertiefte diese Erfahrung ihr Verständnis, dass Ärzte ohne Grenzen sich neben der medizinischen Versorgung als eine Bewegung für einen humanitären Umgang mit Menschen in Not einsetzt und dies bekräftigte Parnian Parvantas Wunsch, Teil dieser Bewegung zu sein. Nigeria (2017/2018, dreimonatiger Einsatz als Gynäkologin) und die Elfenbeinküste (April 2019) und zweimal der Irak (Frühjahr und Winter 2022 als Trainerin für Ärztinnen und Hebammen) waren weitere Stationen der praktischen Hilfe.
Erstmals wurde sie 2019 in den Vorstand der deutschen Sektion von Ärzte ohne Grenzen gewählt. Sie war zwischen Juni 2021 und Juni 2023 stellvertretende Vorstandsvorsitzende. Hier sprach sie sich für die Aufhebung von Patenten bei Corona-Impfstoffen aus. Parnian Parvanta setzt sich zudem für die medizinische Versorgung der Frauen in Afghanistan ein. Da dort Frauen oft nur von Frauen behandelt werden, sieht sie einen drohenden Mangel an medizinischer Versorgung, da Frauen und Mädchen aktuell keine weiterführenden Schulen und Universitäten mehr besuchen dürfen, so dass weibliches medizinisches Personal nicht ausgebildet wird. Auf dem Evangelischen Kirchentag 2023 diskutierte sie auf einem Podium zum Thema Flüchtlingspolitik im Zusammenhang mit Klimapolitik.
Parnian Parvanta übernahm den Vorsitz des Vorstandes der deutschen Sektion im Juni 2023 von Amy Neumann-Volmer. Ihre Stellvertreterin ist die gelernte Krankenpflegerin und studierte Bildungswissenschaftlerin Melanie Silbermann. Als Gynäkologin liegen ihr die spezifischen Bedürfnisse von Frauen und Mädchen in Krisengebieten und die Rechte auf Unversehrtheit und Selbstbestimmung am eigenen Körper besonders am Herzen.